# Donaborów
Donaborów (deutsch Donaborow, 1939–1945 Ambach) ist eine Ortschaft mit einem Schulzenamt der Landgemeinde Baranów im Powiat Kępiński der Woiwodschaft Großpolen in Polen.

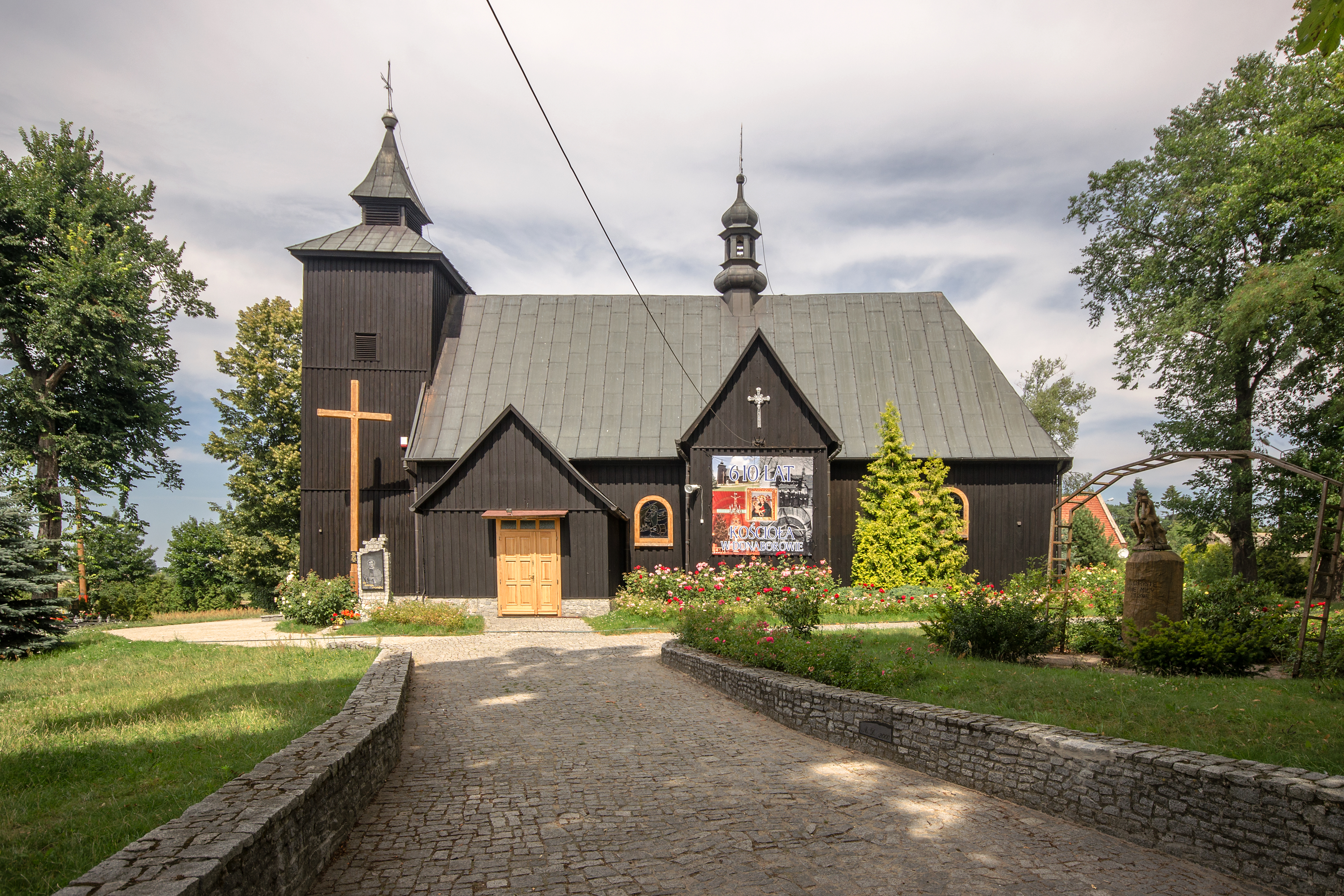
Holzkirche

## Geschichte
Anfänglich gehörte das Gebiet um Ostrzeszów und Kępno politisch zu Schlesien, wurde aber am wahrscheinlichsten um das Jahr 1146 zum Teil Großpolens. Aus dieser Zeit rührte die bis 1821 bestehende Zugehörigkeit zum Bistum Breslau.
Der Ort wurde in den Jahren 1193 und 1219 als Domaborouo in einem Konflikt zwischen den Klöstern in Breslau und Kalisz über den Zehnt erstmals urkundlich erwähnt. Der Ortsname ist vom Personennamen *Domabor mit dem Suffix -ów abgeleitet, in der Neuzeit änderte sich durch Dissimilation m-b > n-b zu Donaborów.
1381 gehörte der Ort zum Herzogtum Wieluń. 1401 wurde das Gebiet von Ostrzeszów vom polnischen König dauerhaft an das Weluner Land angeschlossen. Ungefähr ab dem Jahr 1420 gehörte es der Woiwodschaft Sieradz.
Im Zuge der Zweiten Polnischen Teilung kam der Ort 1793 an Preußen. Nach dem Ende des Ersten Weltkriegs kam Donaborów zur polnischen Woiwodschaft Posen.
Beim Überfall auf Polen 1939 wurde das Gebiet von den Deutschen besetzt und dem Landkreis Kempen im Reichsgau Wartheland zugeordnet.
Von 1975 bis 1998 gehörte Donaborów zur Woiwodschaft Kalisz.